# 遏捻可汗
遏捻可汗（呉音：あちねんかがん、漢音：あつねんかかん、拼音：Èniǎn Kĕhàn、? - 848年）は、回鶻可汗国崩壊後の可汗。烏介可汗の弟。

## 生涯
会昌6年（846年）7月、烏介可汗が宰相の逸隠啜によって殺されると、国人はその弟である遏捻特勤を立てて可汗とした。しかし、この時の兵力は5千しかなく、遏捻可汗は奚の大酋である碩舎朗に食料を求めた。
大中元年（847年）春、東面招撫使の張仲武が回鶻を援助する奚を大破したため、回鶻は次第に消耗していった。
大中2年（848年）春、遏捻可汗のもとには名王貴臣の500人しかいなくなったため、彼らは室韋に依ることにした。しかし、張仲武が遏捻可汗らを捕えるべく黠戛斯（キルギス）などを室韋に向かわせたため、遏捻可汗は懼れて妻の葛邏禄（カルルク）と子の毒斯特勤ら9騎だけを連れて夜に西へ逃亡し、行方をくらました。室韋は回鶻の余衆を分けて七分とし、七姓室韋は各一分を占領した。そこへ黠戛斯宰相の阿播が領する諸蕃兵7万が遏捻可汗および諸回鶻人を捕えるべく室韋に攻め込んできた。室韋は阿播の軍に大敗し、回鶻人ともども黠戛斯の略奪を受けた。
ここにおいて回鶻可汗国は完全に滅亡し、残る回鶻の残党は甘州に拠ったヤグラカル氏の勢力（甘州ウイグル王国）と、北庭に拠る厖特勤（ほうテギン）と僕固俊の勢力（天山ウイグル王国）のみとなった。

## 妻子
可敦（カトゥン：皇后）
- 葛邏禄（カルルク）…カルルク出身か？

子
- 毒斯

## 参考資料
- 『旧唐書』（列伝第一百四十五 迴紇）
- 『新唐書』（列伝第一百四十二下 回鶻下）
- 『資治通鑑』（巻第二百四十八）